# Modulus (algebra)
 For alternative betydninger, se Modulus. (Se også artikler, som begynder med Modulus)
Modulus er en operator, der kan fremskaffe et restprodukt som følge af dividering. På normalvis skrives dette i decimal tal, men til tider er man interesseret i rest produktet skrevet ud som et heltal. For at forstå modulus er det bedst at kigge på et par eksempler:
Heri giver 4 % 2 = 0. Mens 3 % 2 = 1. Dette er fordi at første nævnte eksempel, der går 2 op i 4. Hvorimod i det sidste eksempel der går 2 op i 3, 1,5 gange, og dermed er restproduktet lig 1.
Eksempel:
Fire børn deler 9 marsbarer. Da børnene ikke ønsker blive uvenner over opdelingen af marsbarerne, aftaler de at kun hele marsbarer gives ud, og de resterende (restproduktet) ligges til side. Her kan hvert barn få 2 marsbarer, mens en må blive lagt til side.
9%4 = 1.

Virkeligheds eksempler:
Hvordan undersøger vi i computer verdenen om en variabel A er lige eller ulige? Ved at undersøge om A%2 giver henholdsvis 0 eller 1.
 Der er for få eller ingen kildehenvisninger i denne artikel, hvilket er et problem. Du kan hjælpe ved at angive troværdige kilder til de påstande, som fremføres i artiklen.